# Sylvia Lott
Sylvia Lott (* 13. Dezember 1955 in Ostfriesland) ist eine deutsche Journalistin und Autorin.

## Beruflicher Werdegang
Sylvia Lott schloss ihr Studium der Publizistik, Literaturwissenschaft und Kunstgeschichte an der Westfälischen Wilhelms-Universität in Münster mit der Promotion ab. Lott war Ressortleiterin bei der Petra, Textchefin und Ressortleiterin bei der Maxi. Sie schrieb für Brigitte, Elle, Cosmopolitan, Für Sie, Amica, Bunte, Tina, Welt am Sonntag, Bild am Sonntag, Architektur & Wohnen, Auto Bild, Der Feinschmecker und das ADAC Reisemagazin.
Lott veröffentlicht im Blanvalet Verlag Generationenromane. Ihre Romane Die Inselfrauen (2016) und Die Fliederinsel (2017) und standen jeweils mehrere Wochen auf der Spiegel-Bestsellerliste. Der Roman Die Inselgärtnerin stieg 2018 kurz nach Erscheinen auf Platz 29 in die Spiegel-Bestsellerliste ein. Die Rosengärtnerin hielt sich vom Start im Mai 2019 an mehrere Wochen auf der Spiegel-Bestsellerliste. Ihr auf Norderney spielender Roman Der Dünensommer landete kurz nach Erscheinen im Mai 2020 auf Platz 35 der Spiegel-Bestsellerliste. Ihr Roman Die Frauen vom Inselsalon – Band 1 einer vierteiligen Norderney-Saga – stieg gleich nach Erscheinen im April 2022 auf der Spiegel-Bestsellerliste ein, ebenso wie Band 2 Sturm über dem Inselsalon im Juli 2022 und Band 3 Goldene Zeiten im Inselsalon im Februar 2023. Der vierte und letzte Band ihrer Norderney-Saga, Neue Träume im Inselsalon, erreichte im März 2024 Platz 15 der Spiegel-Bestsellerliste. Im Juli 2025 erschien ihr Roman Duftwickensommer, der 1911 in England und 2024 auf Borkum spielt und neben zwei Liebesgeschichten und einem „Daily Mail“-Wettbewerb um den schönsten Wickenstrauß auch gesellschaftliche Themen wie die Suffragettenbewegung in der Vergangenheit sowie aktuell den Naturschutz, Klimaschutz und Proteste gegen Gasbohrungen vor Borkum zum Thema hat.

## Werke
Belletristik
- Tee und Gespenster in der Mühle: Kindergeschichten aus Karlsmoor (Band 1). Kluntje Verlag, Hamburg 2010, ISBN 978-3-9813715-0-5.
- Zitronendrops und Klingelstreiche: Kindergeschichten aus Karlsmoor (Band 2). Kluntje Verlag, Hamburg 2012, ISBN 978-3-9813715-1-2.
- Die Rose von Darjeeling. Blanvalet, München 2013, ISBN 978-3-442-37889-0.
- Die Glücksbäckerin von Long Island. Blanvalet, München 2014, ISBN 978-3-442-38181-4.
- Die Lilie von Bela Vista. Blanvalet, München 2015, ISBN 978-3-7341-0058-1.
- Die Inselfrauen. Blanvalet, München 2016, ISBN 978-3-7341-0059-8.
- Die Fliederinsel. Blanvalet, München 2017, ISBN 978-3-7341-0335-3.
- Die Inselgärtnerin. Blanvalet, München 2018, ISBN 978-3-7341-0490-9.
- Die Rosengärtnerin. Blanvalet, München 2019, ISBN 978-3-7341-0632-3.
- Der Dünensommer. Blanvalet, München 2020, ISBN 978-3-7341-0739-9.
- Die Frauen vom Inselsalon. Blanvalet, München 2022, ISBN 978-3-7341-0890-7.
- Sturm über dem Inselsalon. Blanvalet, München 2022, ISBN 978-3-7341-0891-4.
- Goldene Zeiten im Inselsalon. Blanvalet, München 2023, ISBN 978-3-7341-0892-1
- Neue Träume im Inselsalon. Blanvalet, München 2024, ISBN 978-3-7341-0893-8
- Duftwickensommer. Blanvalet, München 2025, ISBN 9783734114212

Sachliteratur
- Die Frauenzeitschriften von Hans Huffzky und John Jahr: zur Geschichte d. dt. Frauenzeitschr. zwischen 1933 u. 1970. Wissenschaftsverlag Spiess, Berlin 1985, ISBN 978-3-89166-011-9.
- Brigitte 1886–1986. Die ersten hundert Jahre. Chronik einer Frauenzeitschrift. Mosaik Verlag, München 1986, ISBN 978-3-570-04930-3.
- Oldenburger Land und Oldenburg. Ellert & Richter, Hamburg 1998, ISBN 978-3-89234-587-9.
- Jetzt oder nie! Best Ager gesund auf Reisen. Econ, Berlin 2005, ISBN 978-3-430-16204-3.
- Was Sie schon immer über chinesische Touristen wissen wollten: ein Ratgeber für Gastgeber und Geschäftsleute in Deutschland. DIHK, Berlin 2007, ISBN 978-3-933150-21-9.
- Vom Umgang mit chinesischen Geschäftsleuten. DIHK, Berlin 2008, ISBN 978-3-933150-20-2.

## Mitgliedschaften
Sylvia Lott ist Mitglied der Vereinigung Deutschsprachiger Liebesroman-Autoren e.V. (DeLiA)., im Hamburger Presseclub und im Verein HOMER Historische Literatur.